# Herltscher Dendrologischer Garten
Der Herltsche Dendrologische Garten, kurz Herltscher Garten, ist ein aus einer Baumschule hervorgegangener Garten in der Ortschaft Langebrück im Norden von Dresden. Er ist einer von insgesamt 15 geschützten Landschaftsbestandteilen in der sächsischen Landeshauptstadt (vgl. Liste der geschützten Landschaftsbestandteile in Dresden) und in Privatbesitz.

## Lage und Beschreibung

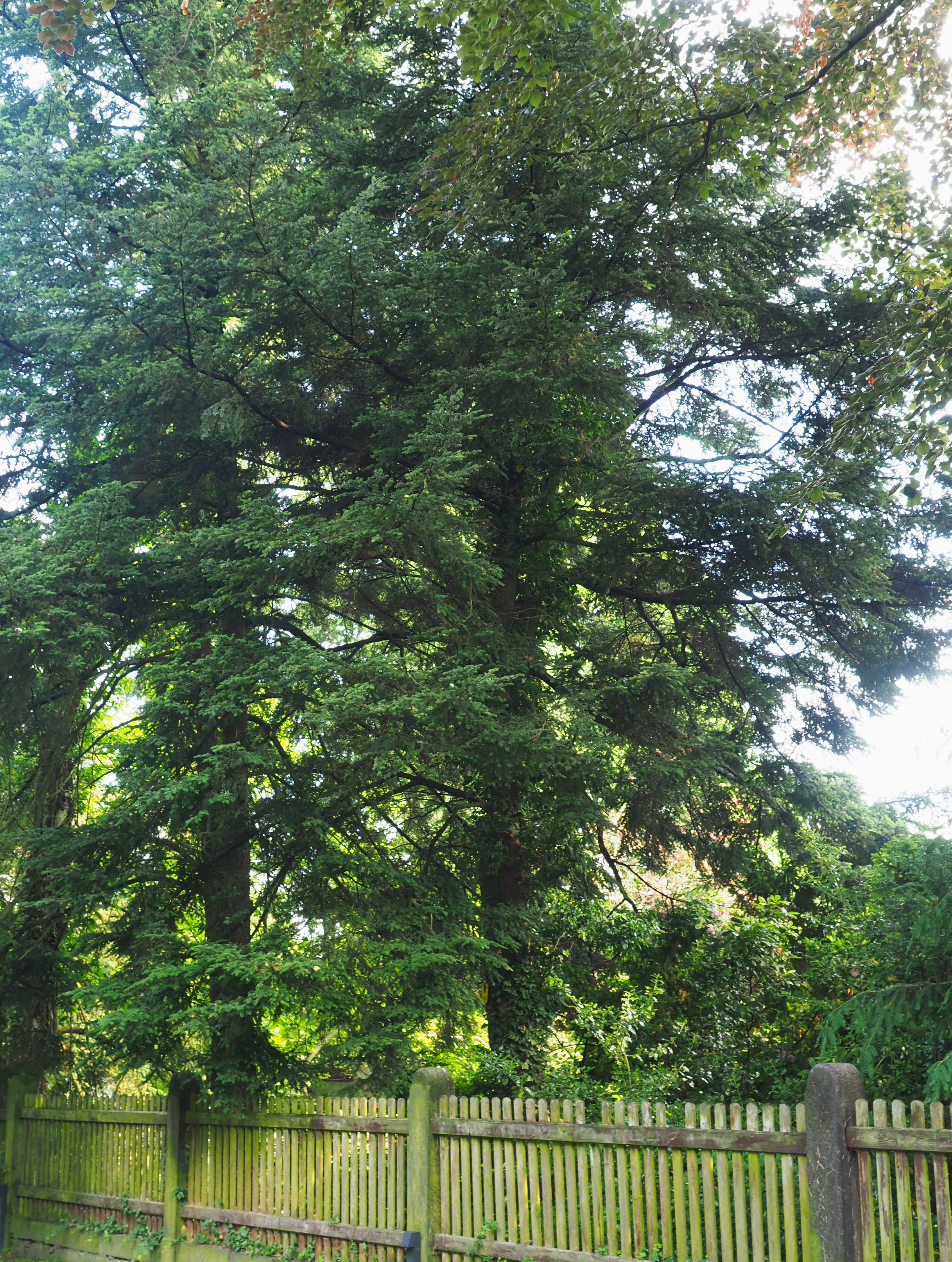
Als Naturdenkmal geschützte Japanische Hemlocktannen im Herltschen Garten, 2017.

Der Herltsche Dendrologische Garten befindet sich im Süden der Ortslage Langebrück, reichlich 100 Meter nördlich der Flurgrenze zur Dresdner Heide. Er liegt auf der Nordwestseite der Albert-Richter-Straße in deren Abschnitt zwischen der Bruhmstraße und dem Kiefernweg. Im Wesentlichen erstreckt er sich heute über die beiden Flurstücke 831 und 833/3, für welche die Hausnummern Albert-Richter-Straße 2 und 4 vorgehalten wurden. Die Flächenangabe von 1,7 Hektar bezieht sich auf die Gesamtgröße dieser beiden Flurstücke. Sie sind flächendeckend bewaldet, größtenteils durch aus dem frühen 20. Jahrhundert stammende Kiefern, aber auch durch seltenere, exotische Bäume. Unter anderem steht dort ein um 1920 gepflanzter, mit mehr als 2,20 Metern Stammumfang (Stand: 2011) außergewöhnlich starker Nikko-Ahorn.
Entwicklungsgeschichtlich und laut Flächennutzungsplan zählen jedoch auch noch sieben benachbarte, kleinteiliger parzellierte Grundstücke hinzu. Dabei handelt es sich einerseits um die vier nordöstlich angrenzenden Grundstücke 829/1 (Bruhmstraße 12a), 829/2 (Herltstraße 2 mit der denkmalgeschützten Herltschen Villa) sowie 829/a und 830, auf denen die Herltstraße verläuft, eine innerhalb der gemeinsamen Grundstückseinfriedung befindliche Privatstraße und unter 100 Meter lange Sackgasse. Andererseits weist der Flächennutzungsplan auch die drei westlich liegenden, erst in den 2000er Jahren bebauten Grundstücke 833/2 (Höntzschstraße 1a) sowie 833/4 und 833/5 (Höntzschstraße 1b) als zum geschützten Landschaftsbestandteil zugehörig aus, dessen Gesamtfläche sich dadurch auf rund drei Hektar beliefe.
Entlang der südlichen Grenzen der Flurstücke 829/1 und 829/2 hin zur Herltstraße befindet sich das Naturdenkmal Japanische Hemlocktannen Herltstraße 2. Dabei handelt es sich um vier Nordjapanische Hemlocktannen (Tsuga diversifolia), die seit Anfang 2015 aufgrund ihrer Seltenheit und ihrer für diese Art weit überdurchschnittlichen Größe unter Schutz stehen.
In unmittelbarer Umgebung grenzt Wohnbebauung in Form von Einfamilien-, Doppelhäusern bzw. Mehrfamilienvillen an. Rund 500 Meter Luftlinie nordöstlich liegt mit dem kleineren Wächterschen Garten ein weiterer geschützter Landschaftsbestandteil.

## Geschichte
Die Familie Herlt kam im ausgehenden 19. Jahrhundert mit der Kunstblumenherstellung zu Reichtum. Augustin Herlt besaß an der Chemnitzer Straße 4a (heute befindet sich dort die Budapester Straße 24) nahe der damaligen Falkenbrücke in der Dresdner Südvorstadt ein Unternehmen namens „Fabrik künstlicher Blätter“. Im Bereich Moritz-/Blumenstraße im damals neu angelegten Langebrücker Villenviertel, wo sich bevorzugt wohlhabende Dresdner ansiedelten, erwarb Herlt Ende des 19. Jahrhunderts einige Grundstücke und ließ sich dort auch eine repräsentative Villa als Wohnsitz errichten (Moritzstraße 21). Westlich dieser Grundstücke, jenseits der Bruhmstraße, kauften Herlts weiteren Grund und Boden für ihren Sohn Kurt Herlt hinzu. Er hatte eine Gärtnerlehre an der königlichen Hofgärtnerei in Pillnitz absolviert, begründete auf seinen neuen Flächen eine Handelsgärtnerei und baute sie später zu einer Baumschule aus, die als „Coniferenschule Herlt“ firmierte. Kurt Herlt ließ sich auf diesem Gelände bis 1912 ebenfalls ein repräsentatives Wohnhaus errichten, die sogenannte Herltsche Villa (Herltstraße 2).
Im Austausch mit befreundeten Baumschulen, aber auch von eigenen Reisen mitgebracht, kultivierte Kurt Herlt, Mitglied der Deutschen Dendrologischen Gesellschaft, vorwiegend asiatische, aber auch nordamerikanische Gehölze, die er auf seinen Grundstücken anpflanzte, so auch die bereits erwähnten Nordjapanischen Hemlocktannen und den Nikko-Ahorn. Zudem belieferte er aus seiner Baumschule mit ihren bis zu 20 Mitarbeitern die Eigentümer der in Langebrück neugebauten Villen mit Rhododendren, die er vorwiegend aus Pflanzen der Gärtnerfamilie Seidel kultivierte und die bis heute das Ortsbild Langebrücks auffällig prägen, womit die Baumschule ortsgeschichtlich von Bedeutung ist. Nach Kurt Herlts Tod im Jahr 1953 führte seine Frau Anna die Koniferenschule noch bis in die 1980er Jahre weiter, ohne allerdings neue Bäume aufzuschulen. Sie lebte vom Verkauf von Grünschnitt an Blumengeschäfte und hatte zuletzt nur noch eine Mitarbeiterin, mit der zusammen sie den Pflegezustand der Anlagen nicht aufrechterhalten konnte.
Nachdem Anna Herlt 1988 hochbetagt verstorben war – das Ehepaar war kinderlos –, verwilderte das Gelände noch mehr, woraufhin einige Langebrücker eine Interessengemeinschaft „Herltsche Anlagen“ gründeten, um in mehreren Wochenendeinsätzen die teils seltenen Gehölze zu pflegen und dadurch erhalten zu können. Allerdings mussten sie diese Aktivitäten aufgrund von Entscheidungen innerhalb der Erbengemeinschaft der Familie Herlt bereits Anfang 1989 einstellen. Nach der politischen Wende von 1989/90 erfolgte schließlich 1996 die Unterschutzstellung des Areals unter dem Titel „Herltscher Dendrologischer Garten“. Nach einer Untersuchung aus dem Jahr 2004 stufte das städtische Umweltamt 84 der insgesamt 212 auf dem ehemaligen Baumschulgelände verzeichneten Bäume als wertvoll ein.
Im Anschluss an den Grundstücksverkauf im Jahr 2011 ließen die neuen Eigentümer die damals rund 100 Jahre alte Herltsche Villa, die zwischenzeitlich unter Denkmalschutz gestellt worden war, originalgetreu renovieren. Sie planten zudem eine Bebauung des Herltschen Gartens. Im Zuge der Aufstellung des Flächennutzungsplans wollten sie 2015 die Umwidmung des Geländes zu Bauland erreichen. Dabei argumentierten sie unter anderem mit stadtplanerischen Gesichtspunkten, mangelnder Naturnähe infolge zu enger Pflanzung, aber auch mit Gefahren, die von den Bäumen nach jahrzehntelangem unkontrollierten Wachstum ausgehen würden – bspw. in ihrer Eigenschaft als Neobiota und durch möglichen Windbruch inmitten des Wohngebiets. Die Eigentümer strebten dabei einen Kompromiss an, bei dem auf Kosten nicht sonderlich schützenswerter Bäume – so die in der Dresdner Heide häufigen Kiefern – die tatsächlich schützenswerten, seltenen Gehölze erhalten bleiben sollten.
In diesem Zusammenhang bat der Ortschaftsrat Langebrück das Umweltamt der Dresdner Stadtverwaltung Ende 2015 um eine erneute Bewertung und Beurteilung des schützenswerten Baumbestandes auf dem Gelände der ehemaligen Herltschen Baumschule, was allerdings aus Kostengründen verwehrt blieb. Ebenfalls noch Ende 2015 stellte das Stadtplanungsamt fest, dass aufgrund natur- und denkmalschutzrechtlicher Vorgaben eine Bebaubarkeit der Grundstücke auszuschließen sei. Damit wurde der Einwand der Eigentümer abgelehnt und der Flächennutzungsplan mit dem entsprechend ausgewiesenen geschützten Landschaftsbestandteil im Oktober 2020 rechtswirksam. Im Mai 2023 befand sich der Herltsche Dendrologische Garten weiterhin großteils in einem ungepflegten, verwilderten Zustand.